# 미랄리 샤리포프
미랄리 베시모비치 샤리포프(우즈베크어: Mirali Beshimovich Sharipov, 러시아어: Мирали Бешимович Шари́пов, 1987년 10월 30일~)는 우즈베키스탄의 유도 선수이다. 2008년 하계 올림픽과 2016년 하계 올림픽에 참가했다.